# 密集恐惧症

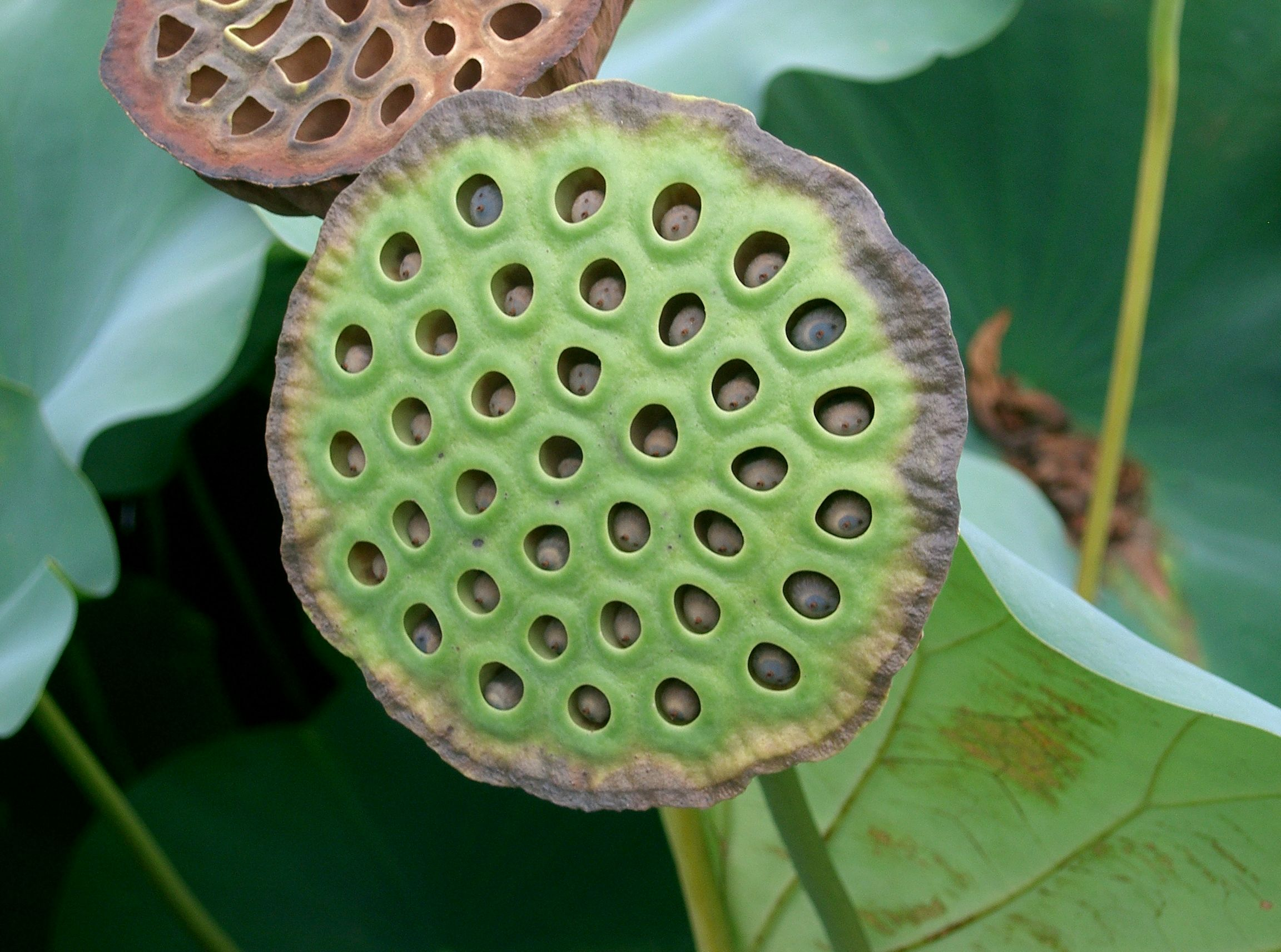
莲蓬上的洞让有些人感到不适或恶心

密孔恐惧症（英語：Trypophobia），又称密孔型恐惧症、密孔物体恐惧症、密集（型）综合症、群聚恐懼症或是多孔恐懼症，是恐惧症的一种，它的主要症状是对密集排列的相对小或是有孔洞的事物很敏感，如：池塘裡的青蛙卵、蜂巢及密密麻麻的小点等。「Trypo」在希臘語的意思為很多孔洞。

## 症狀
看到或想到密密麻麻聚集在一起的東西時，就會覺得感到恐懼、噁心、反胃、頭晕、頭皮發麻、起雞皮疙瘩，輕重程度因人而異。

## 治疗方法
对密集恐惧症可进行暴露疗法，就是强迫患者接受造成其恐怖的事物。将患者骤然暴露于恐惧事物前，使其心理受到极大刺激，如果成功，会使患者建立起对恐惧印象的新认识，明白恐惧并无必要。然而必須搭配放鬆練習交互使用，使其得到紓解，否則會對患者心理造成二度傷害。
另外一种是森田疗法，其基本治疗原则就是“顺其自然”，即接受和服从事物运行的客观法则，它能最终打破神经质病人的精神交互作用。
除此之外，特别重症重度密集恐惧症患者还可进行药物控制，使用镇静药物。